# Aşağıfındıklı, İspir
Aşağı Fındıklı là một xã thuộc huyện İspir, tỉnh Erzurum, Thổ Nhĩ Kỳ. Dân số thời điểm năm 2011 là 13 người.